# Strzelniki (województwo warmińsko-mazurskie)
Strzelniki (niem. Strzelnicken, od 1930 Schützenau) – wieś w Polsce położona w województwie warmińsko-mazurskim, w powiecie piskim, w gminie Orzysz.
W latach 1975–1998 miejscowość położona była w województwie suwalskim.
Wieś położona w odległości 10 km na wschód od Orzysza, nad jeziorem Strzelniki, które łączy się rowem przepływowym z jeziorem Orzysz. Na początku XXI w. wieś zamieszkiwało ok. 100 osób.
Około 1 km na północ od wsi wznosi się pagórek zwany Sowia Góra (134 m n.p.m.).

## Nazwa
W dokumentach krzyżackich: Strelnicken, Strzelniken, Strzelnicken, Strelinken, (1519) Swelin i od nazwiska zasadźcy - Czwalinen, Schwalingen.
 
Na mapie Districtus Reinensis (1663) Józefa Naronowicza-Narońskiego - Strzelniki.

28 lipca 1930 roku zmieniono historyczną nazwę Strzelnicken na Schützenau.

Rozporządzeniem Ministrów: Administracji Publicznej i Ziem Odzyskanych z 1 lipca 1947 roku o przywróceniu i ustaleniu urzędowych nazw miejscowości nadano obowiązującą nazwę Strzelniki.

## Historia
Osada służebna lokowana na prawie magdeburskim dla obojga płci, na 50 łanach, z dwoma dodatkowymi łanami na lokację młyna. Dan w Rynie r. 1487. Nadawcą dóbr był komtur ryński Jerzy Ramung von Rameg (Georg Ramung von Ramegk). Dobra otrzymał Michał Cwalina (Michell Schwalyna, Schwalina, Swalina) z obowiązkiem dwóch służb zbrojnych. Cwalinowie pochodzili ze szlachecko-rycerskiego rodu mazowieckiego, czyli z polskiej szlachty. Synowie Michała Cwaliny - Stańko i Jan Cwalinowie w 1524 roku kupili w pobliżu Strzelnik ziemię, na której powstało nowe dobro służebne, obecnie wieś Kamieńskie. Wolni w Strzelnikach zostali zwolnieni z szarwarku. Następował podział dóbr, w 1540 roku w Strzelnikach było już 14 wolnych. Mieszkańcy Strzelnik otrzymali zezwolenie na zakładanie barci. W 1555 roku płacili czynsz od jednego boru, czyli kawałka lasu z 60 barciami. W 1599 roku w Strzelnikach wykazano 62 łany i 11 morgów. Dopiero z tego roku pochodzi też pierwsza wzmianka o młynie, na którego budowę pozwolono w przywileju (1487).

W XVII wieku siedzieli w Strzelnikach Sarsewski i Pełkowski z polskiej szlachty. Polskim szlachcicem był również Jan Plaga, który siedział w Strzelnikach w 1643 roku, wówczas to nabywa od niego 3 łany Jan Lityński z Pogorzela. Po śmierci Jana Strzelnickiego w 1664 roku, dwa lata później 9 łanów z zabudowaniami nabył w Strzelnikach kapitan polski i brandenburski Gotfryd von Ölssen, z jednego z najstarszych rodów w Prusach pochodzących ze szlachty niemieckiej. W październiku 1656 roku Tatarzy uprowadzili w jasyr 5 mieszkańców wsi, w tym 1 kobietę. Strzelniki należały do rewiru w Grzegorzach, należały i należą do parafii w Orzyszu.

W 1737 roku w Strzelnikach założono szkołę.

Według danych opublikowanych w 1823 roku w Strzelnikach mieszkało 210 osób.
W 1857 roku wieś liczyła 317 mieszkańców, nauczycielem był Opitz.

W 1933 roku w miejscowości mieszkały 403 osoby. W 1935 roku w szkole w Strzelnikach dwóch nauczycieli uczyło 69 uczniów. Spis powszechny z maja 1939 roku wykazuje w Strzelnikach 415 mieszkańców.

## Turystyka
Przez Strzelniki przebiega szlak rowerowy  wokół jeziora Orzysz.